# Sovétskoie (Daguestan)
|  | Per a altres significats, vegeu «Sovétskoie». |

Sovétskoie (en rus: Советское) és un poble de la república del Daguestan, a Rússia. Segons el cens del 2010 tenia 1.362 habitants.